# Операция «Ranch Hand»
«Рука фермера» (англ. Ranch Hand) — долговременная операция вооружённых сил США в ходе войны во Вьетнаме, направленная на уничтожение растительности в Южном Вьетнаме и Лаосе.
Целью распыления было уничтожение растительности джунглей, что облегчало обнаружение подразделений северовьетнамской армии и партизан НФОЮВ. Это один из самых известных случаев применения тактики «выжженная земля» и использования химического (экологического) оружия в истории человечества.
Фотоснимки распыляемых с самолётов химикатов (см. фото справа) обошли мировые СМИ. Комментируя эти новости, представители ВВС США заявили, что распыляемые химикаты обеспечивают увеличение в два раза видимости с воздуха происходящего на земле сквозь лесную чащу в течение нескольких недель после распыления и опадения листвы, при этом командование ВВС настаивало на том, что они «безвредны для людей и животного мира».

## Проведение

### Использование дефолиантов

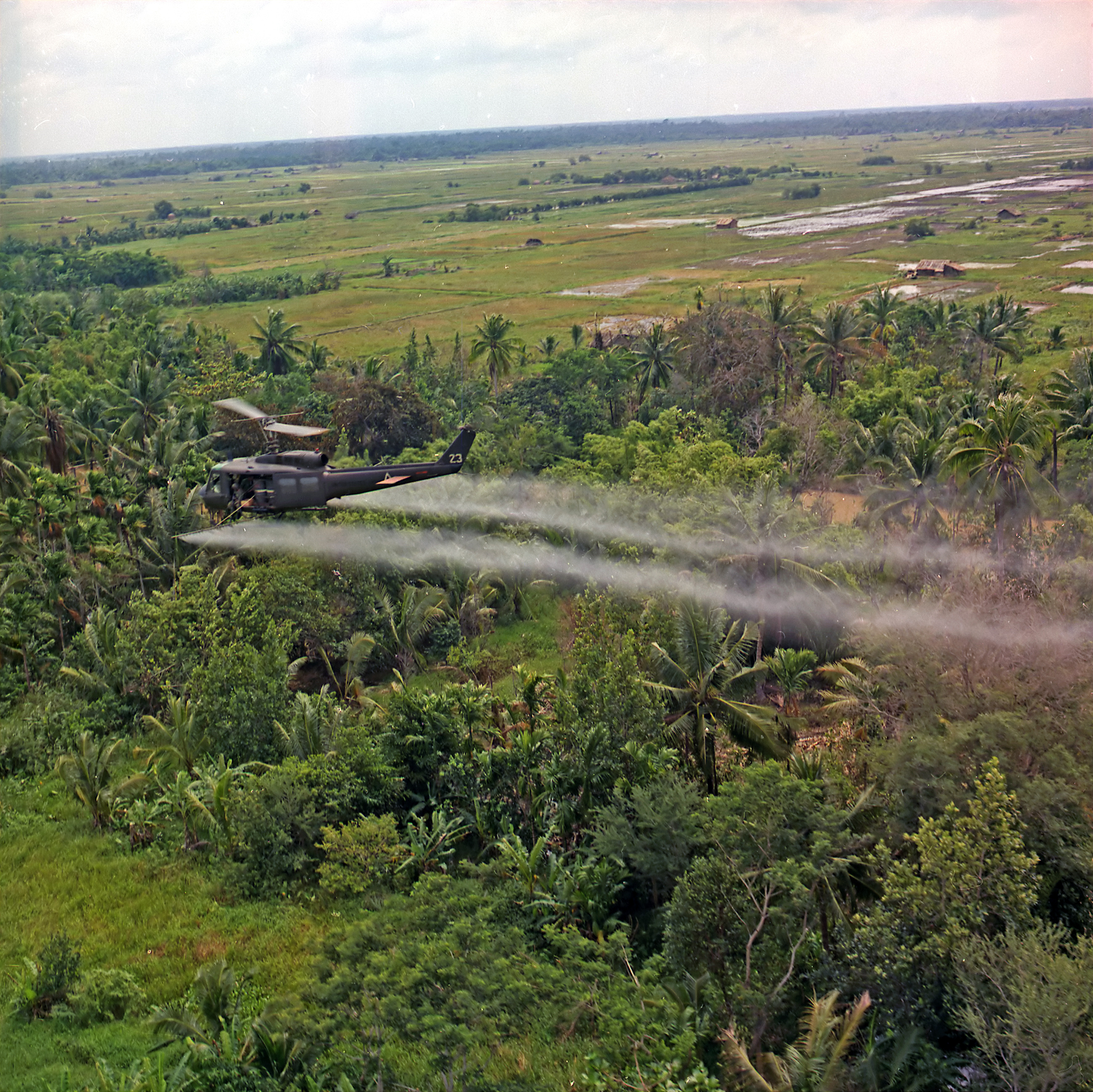
Вертолёт UH-1D 336-й авиационной роты распыляет дефолианты в дельте реки Меконг, 26 июля 1969 года.

В августе 1961 года президент Д. Кеннеди санкционировал применение химикатов для уничтожения растительности в Южном Вьетнаме. Первоначально в экспериментальных целях южновьетнамская авиация под руководством американских военных применила распыление дефолиантов над небольшими лесными массивами в районе Сайгона (ныне Хошимин). В 1963 году обработке дефолиантами подверглась более обширная площадь на полуострове Камау (нынешняя территория провинции Камау). Получив успешные результаты, американское командование начало массированное применение дефолиантов.
Для уничтожения растительности применялись дефолианты, распылявшиеся с самолётов C-123, вертолётов и с земли. Целью распыления было уничтожение растительности джунглей, что облегчало обнаружение подразделений северовьетнамской армии и партизан НФОЮВ. Кроме того, дефолианты использовались для уничтожения посевов в районах, полностью контролируемых противником, лишая его тем самым значительной части пропитания.
Операция «Ranch Hand» была начата в январе 1962 года и продолжалась до 1971 года. Применялись химические агенты, носившие названия Розовый, Зелёный, Пурпурный, Голубой, Оранжевый (названия произошли от цвета маркировки контейнеров с химикатами). Наибольшую известность получил Оранжевый агент (Агент Оранж), оказавшийся токсичным для человеческого организма. Кроме того, распыление происходило и над Лаосом, где пролегала основная часть «тропы Хо Ши Мина».
В рамках операции «Ranch Hand» химическому воздействию подверглись все районы Южного Вьетнама, многие районы Лаоса и Камбоджи. Кроме лесных массивов обрабатывались поля, сады и каучуковые плантации. С 1965 года дефолианты распылялись над полями Лаоса (особенно в его южной и восточной частях), с 1967 года — в северной части демилитаризованной зоны. В декабре 1971 года президент Никсон отдал приказ о прекращении массового применения гербицидов, однако их применение разрешалось вдали от американских военных объектов и крупных населённых пунктов.
Американские войска преимущественно использовали четыре гербицидные рецептуры: пурпурную, оранжевую, белую и голубую. Их основными компонентами являлись: 2,4-дихлорфеноксиуксусная кислота, 2,4,5-трихлорфеноксиуксусная кислота, пиклорам и какодиловая (диметиларсиновая) кислота. Наиболее активно применялась оранжевая рецептура (против лесов) и голубая (против посевов риса и других сельскохозяйственных культур). Для лучшего распыления химикатов к ним добавлялся керосин либо дизельное топливо.

## Последствия
За время войны армия США распылила на территории Южного Вьетнама 72 млн литров дефолиантов «Agent Orange» для уничтожения лесов, в том числе 44 млн литров, содержащих диоксин. Диоксин является стойким веществом, попадая в организм человека с водой и пищей, он вызывает различные заболевания печени и крови, массовые врождённые уродства новорожденных и нарушения нормального протекания беременности. После применения американскими военными дефолиантов уже после войны погибло несколько десятков тысяч человек. Всего во Вьетнаме насчитывается около 4,8 миллиона жертв распыления дефолиантов, в том числе три миллиона непосредственно пострадавших.
Ещё в ходе войны применение дефолиантов подвергалось критике; впоследствии выяснилось, что Оранжевый агент привёл к тяжёлым заболеваниям у большого числа американских и южновьетнамских солдат, а также местного вьетнамского населения. В настоящее время жители многих районов на юге Вьетнама продолжают испытывать на себе последствия операции «Ranch Hand».
Масштабное применение американскими войсками химикатов привело к тяжёлым последствиям. Практически полностью были уничтожены мангровые леса (500 тыс. га), поражено 60 % (около 1 млн га) джунглей и 30 % (более 100 тыс. га) равнинных лесов. С 1960 года урожайность каучуковых плантаций снизилась на 75 %. Американские войска уничтожили от 40 до 100 % посевов бананов, риса, сладкого картофеля, папайи, помидоров, 70 % кокосовых плантаций, 60 % гевеи, 110 тыс. га плантаций казуарины.
В результате применения химикатов серьёзно изменился экологический баланс Вьетнама. В поражённых районах из 150 видов птиц осталось 18, произошло почти полное исчезновение земноводных и насекомых, сократилось число рыб в реках и произошло изменение их состава. Был нарушен микробиологический состав почв, отравлены растения. Резко сократилось число видов древесно-кустарниковых пород влажного тропического леса: в поражённых районах остались единичные виды деревьев и несколько видов колючих трав, не пригодных в корм скоту.
Изменения в фауне Вьетнама повлекли вытеснение одного вида чёрных крыс другими видами, являющимися разносчиками чумы в Южной и Юго-Восточной Азии. В видовом составе клещей появились клещи-разносчики опасных болезней. Подобные изменения произошли в видовом составе комаров: вместо безвредных комаров-эндемиков появились комары-разносчики малярии.